# Byfjorden (Rogaland)
59°0′34″N 5°40′32″Ø / 59.00944°N 5.67556°Ø
 For alternative betydninger, se Byfjorden. (Se også artikler, som begynder med Byfjorden)
Byfjorden er en fjord der går østsiden af Randaberg mod sydøst til centrum af Stavanger. Den har indløb fra Kvitsøyfjorden mellem Tungeneset i Randaberg og Bruholmen vest for Bru i Rennesøy kommune. Fra indløbet og mod syd til Vågen i centrum af Stavanger er fjorden omtrent 10,5 km lang. 
Fra Randaberg går den næsten 6 km lange Byfjordtunnelen under fjorden og videre til Rennesøy som en del af Rennfastforbindelsen langs E39. Syd for Bru ligger øen Hundvåg. Mellem Hundvåg og Bru går Åmøyfjorden østover til Horgefjorden. 
Flere bugte og vige ligger langs vestsiden af fjorden. Tungvika ligger lige syd for Tungeneset, Randabergbukta ligger ved Randaberg, Ladbergvika er en anden vig i Randaberg, Harastadvika ligger længere mod syd. Dusavika er et industri- og baseområde for olievirksomhederne i Stavanger. Syd for Dusavika ligger Tasta, en bydel i Stavanger. På Buøy, en halvøy på Hundvåg, ligger Rosenberg Verft.